# Kekokari (ö i Satakunta)
Kekokari är en ö i Finland.   Den ligger i kommunen Euraåminne i den ekonomiska regionen  Raumo ekonomiska region  och landskapet Satakunta, i den sydvästra delen av landet, 220 km nordväst om huvudstaden Helsingfors.